# Federalna Kompania Pasażerska
Federalna Kompania Pasażerska (ros. AO Федеральная пассажирская компания, FPK) − rosyjski przewoźnik kolejowy. 
Firma została powołana w 2010 roku w ramach restrukturyzacji Kolei Rosyjskich. Jej zadaniem jest świadczenie kolejowych przewozów pasażerskich pociągami dalekobieżnymi w ruchu krajowym i międzynarodowym.